# ديفيد ميتوف نيلسون
ديفيد ميتوف نيلسون (بالسويدية: David Mitov Nilsson)‏ هو لاعب كرة قدم سويدي في مركز حراسة المرمى، ولد في 12 يناير 1991 في نورشوبينغ في السويد. شارك مع منتخب السويد تحت 17 سنة لكرة القدم ومنتخب السويد تحت 19 سنة لكرة القدم ومنتخب السويد تحت 21 سنة لكرة القدم ومنتخب السويد لكرة القدم ومنتخب مقدونيا الشمالية لكرة القدم. أما مع النوادي، فقد لعب مع نادي نورشوبينغ.

## وصلات خارجية
- ديفيد ميتوف نيلسون على موقع الاتحاد الأوربي (الإنجليزية)
- ديفيد ميتوف نيلسون على موقع اتحاد السويد (السويدية)
- ديفيد ميتوف نيلسون على موقع قاعدة بيانات كرة القدم.إي يو (الإنجليزية)
- ديفيد ميتوف نيلسون على موقع ناشيونال فوتبول تيمز (الإنجليزية)
- ديفيد ميتوف نيلسون على موقع Soccerway.com (الإنجليزية)